# Косуйєнкі (Шиєлійський район)
Косуйє́нкі (каз. Қосүйеңкі) — село у складі Шиєлійського району Кизилординської області Казахстану. Входить до складу Єнбекшинського сільського округу.
Населення — 230 осіб (2021; 209 у 2009, 235 у 1999, 494 у 1989).